# Sitticus dyali
Sitticus dyali là một loài nhện trong họ Salticidae.
Loài này thuộc chi Sitticus. Sitticus dyali được Carl Friedrich Roewer miêu tả năm 1951.